# Colline San Cristóbal
Le cerro San Cristóbal est une colline située dans le quartier Bellavista de Santiago (Chili), près des communes de Providencia et Recoleta. Son sommet culmine à 860 mètres. 
Une statue de la Vierge Marie le domine depuis 1908 et Jean-Paul II y a donné une messe en 1987. Un parc zoologique y est installé depuis les années 1920. Un funiculaire permet d'atteindre le sommet et d'avoir une belle vue sur Santiago.
Le cerro San Cristóbal a donné son nom à la cristobalite, un minéral de composition SiO2 (c'est un polymorphe de haute température du dioxyde de silicium).

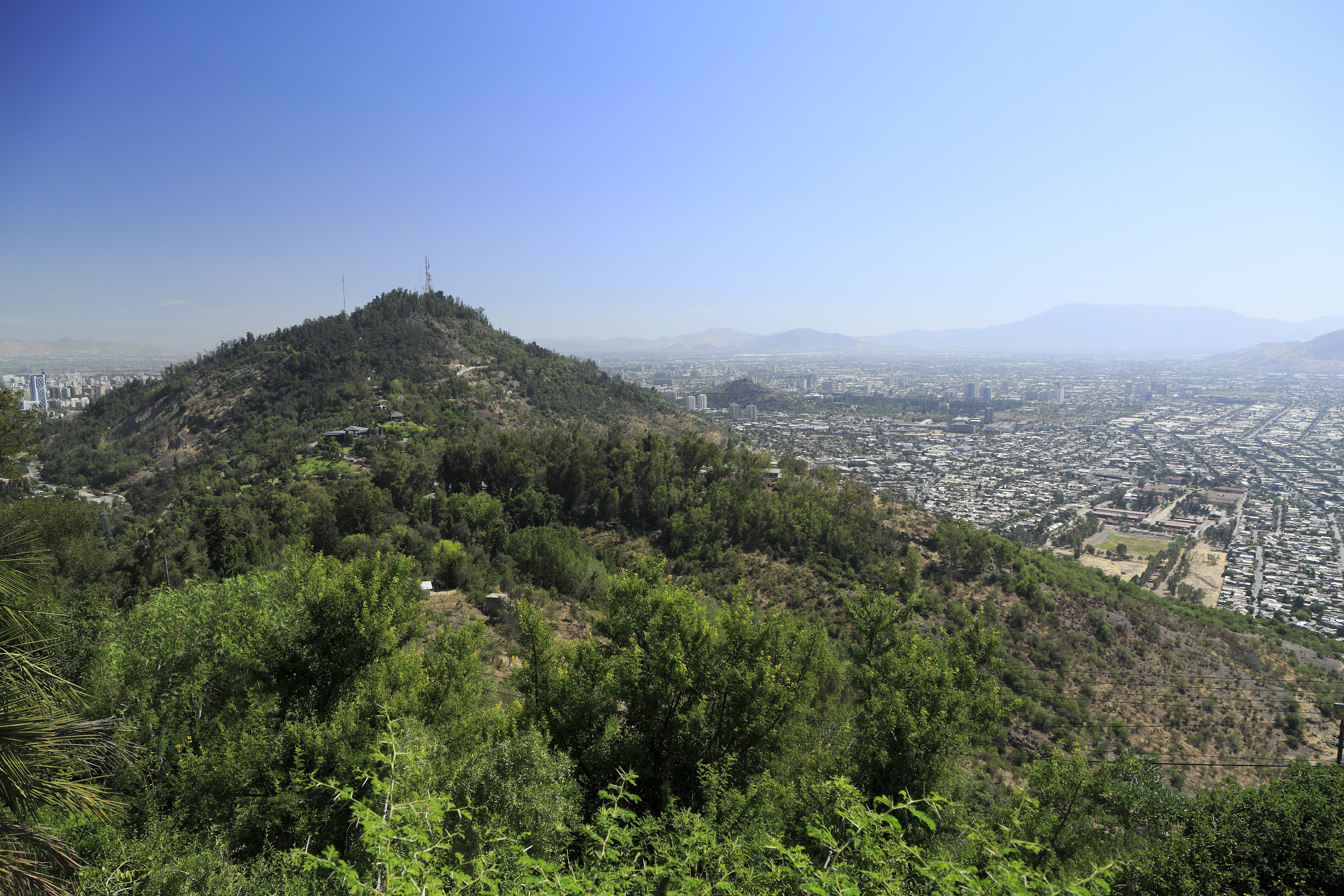
La colline fait partie du parc métropolitain de Santiago.
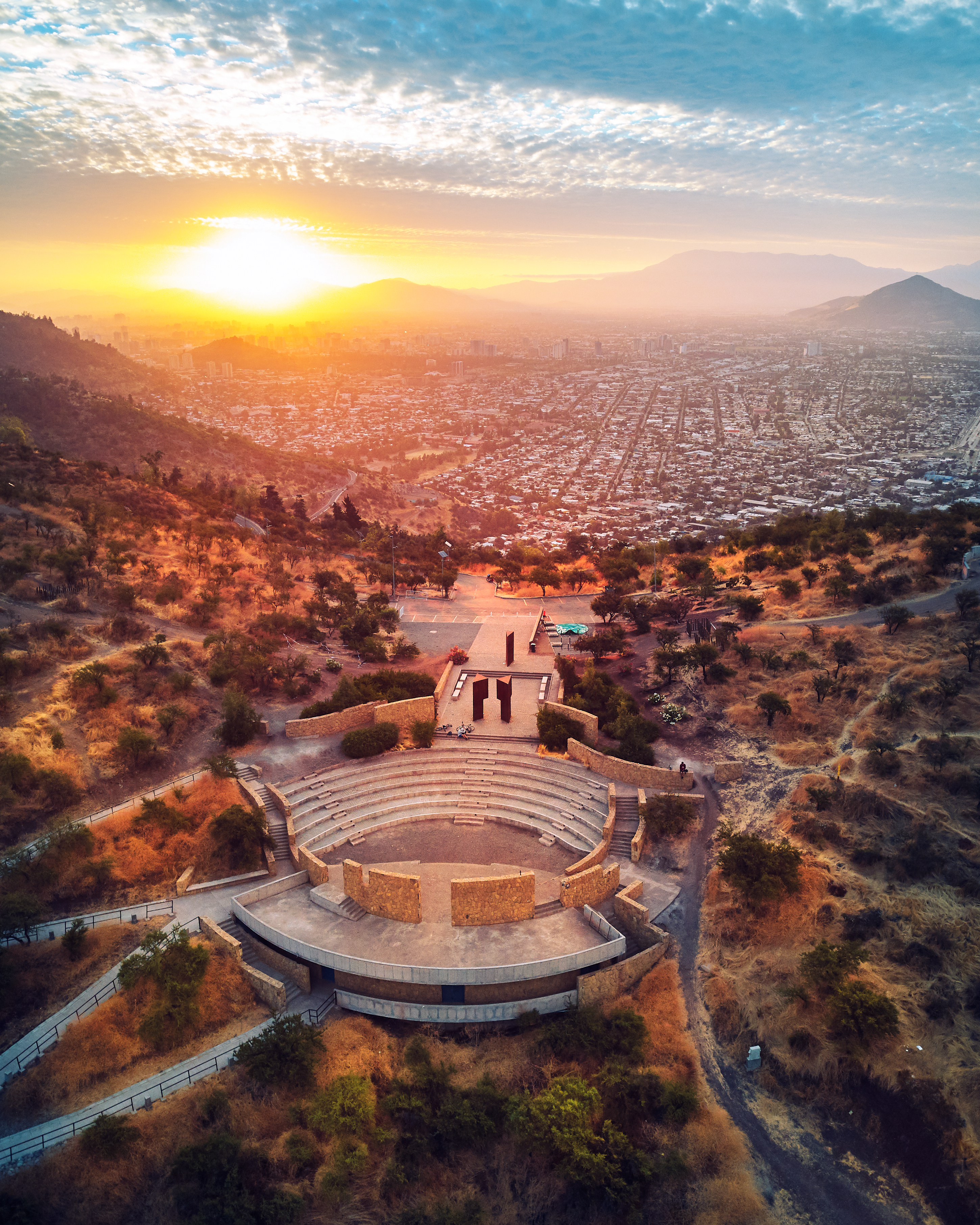
L'amphithéâtre Pablo Neruda.
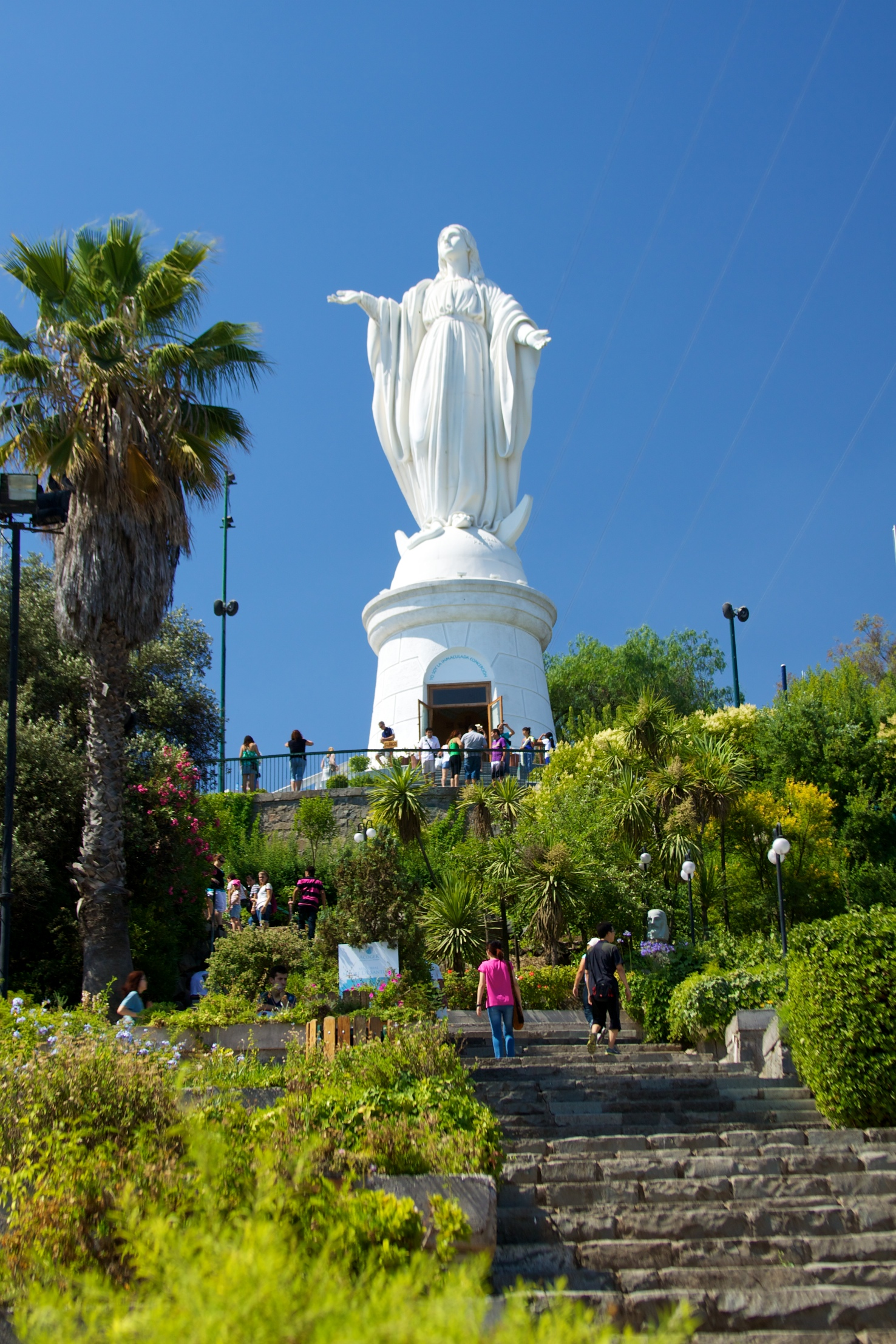
La statue de la Vierge Marie de 22 mètres de haut avec le piédestal.